# Минчо Телбизов
Минчо Телбизов е български лекар, фармацевт, антисталинист и последовател на Лео Троцки.
Д-р Минчо Телбизов, Димитър Гачев, Лиляна Пиринчиева и Петър Стоев създават троцкистки профсъюз на здравните работници. След преврата от 9 септември 1944 г., тъй като новите власти не съумяват да превърнат синдиката в казионен подлагат инициаторите на репресии. Пиринчиева успява да напише протестна статия във вестник „Земеделско знаме“ по повод на ареста на Димитър Гачев и д-р Телбизов, публикувана от Петко Кунев. На 20 ноември 1947 г. за тази си постъпка, без съд и присъда, само в резултат от проведено следствие е въдворена в с. Ножарево, а после в концентрационния лагер в с. Босна.
Д-р Минчо Телбизов е съученик на бившия вече дипломат Стефан Бочев от Втора мъжка гимназия в София. Конспиратор още от това време, изключен като комунист от университетите в България, арестуван многократно преди 9 септември 1944 г. Поради несъгласие с официалната сталинистка политика е подложен на преследвания и интерниране от властта от пролетта на 1945 г. Преместен от лагера в село Ножарево, за когото гръцки лагерист разказва на Стефан Бочев за смъртта на д-р Телбизов: „самоубива се с инжекция пред очите ми, след като е унищожен физически от лагерна епидемия през 1950 г.“
В своите спомени бившата лагеристка Цветана Джерманова, въдворена в женския лагер ТВО „Босна“ в едноименното село Босна през 1949 г., също споменава д-р Телбизов като троцкист. Той е единственият лагерист, която е лежал в нацистките лагери (Бухенвалд, нацистка Германия), където е оцелял и след това в сталинистките лагери (Ножарево). Тя казва, че д-р Телбизов умира при неизяснени обстоятелства в болницата на село Главиница. Мария Гачева, Христина Родева и Здравка Крачунова, лекарки-лагеристки, работили в болницата в Главиница, са върнати в лагера „Босна“, след като са отказали да подпишат смъртния акт на д-р Минчо Телбизов, тъй като са били убедени, че той е отровен.